# Cornelis van Bynkershoek
Cornelis van Bynkershoek (Middelburg, 29 maggio 1673 – L'Aia, 16 aprile 1743) è stato un giurista olandese.
Studiò giurisprudenza all'Università di Franeker, per poi diventare avvocato e trasferirsi all'Aia, dove iniziò la carriera forense. Poco dopo fu nominato presidente della corte di appello cittadina. Scrisse un trattato sul dominio dei mari, interessandosi anche di diritto romano e olandese. La prima edizione delle sue opere è stampata a Colonia nel 1761 a cura di Filippo Vicat, docente all'Università di Losanna. Questa Opera omnia raccoglie le teorie di Bynkershoek, che si basano sulla legge naturale e sulla politica dell'epoca, opponendosi al pensiero di Ugo Grozio, che al contrario preferisce rifarsi ai precedenti storici. Nel De dominio maris, che occupa il secondo volume della sua opera, afferma che il dominio del mare è relativo alla distanza esistente tra la costa e la gittata di un cannone. Questo principio è adottato nel XIX secolo da tutte le nazioni e attualmente è ancora in vigore nella definizione di acque territoriali, compreso nel limite di 12 miglia nautiche dalla costa. Una copia del volume si trova alla Fondazione Mansutti di Milano.